# バービカン駅

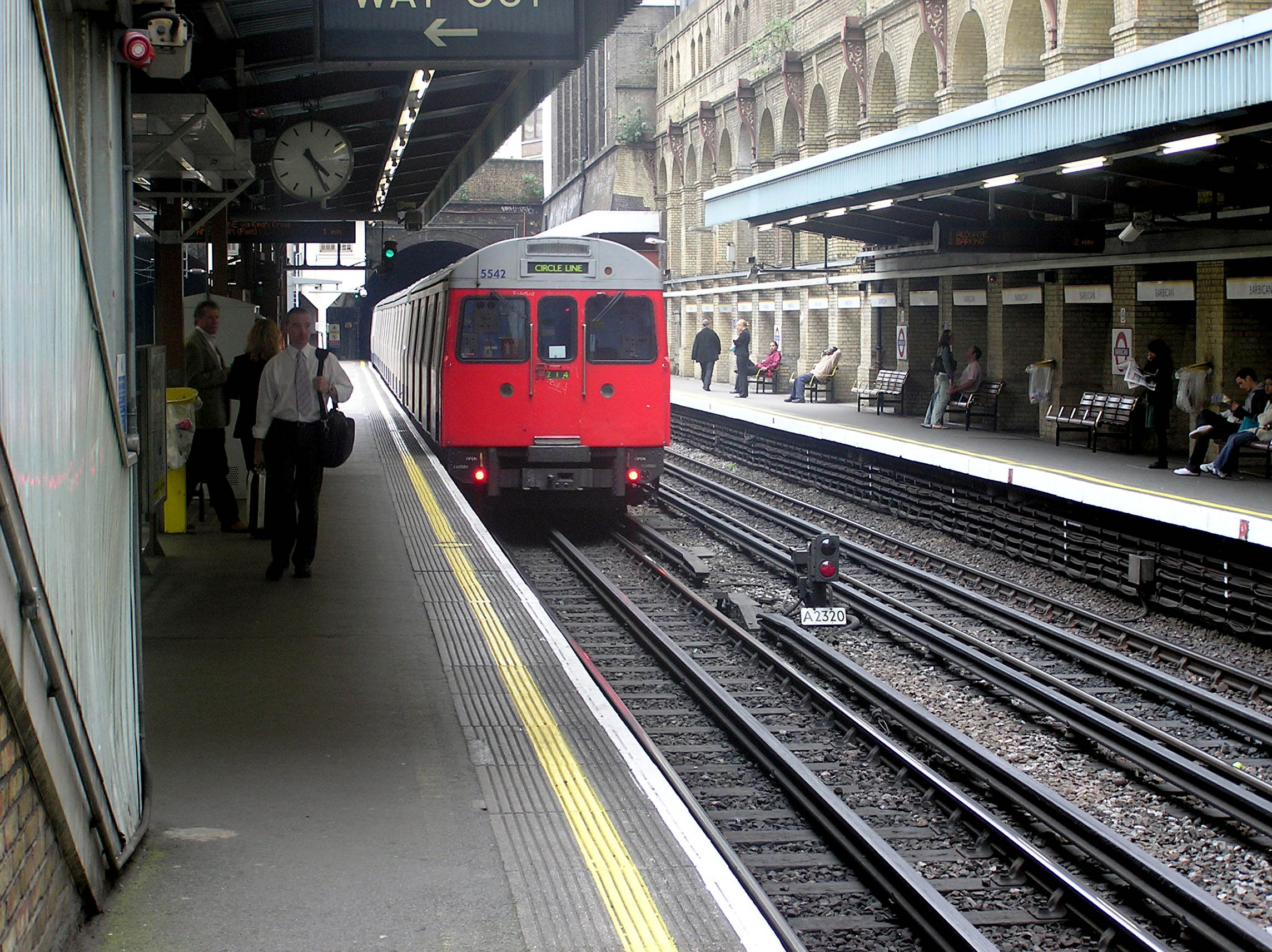
バービカン駅（列車はサークル線列車）

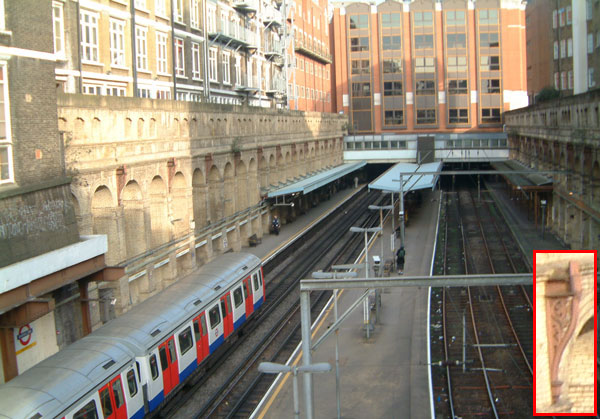
西側から見たバービカン駅。右下の拡大画像はかつての天蓋の支持構造物（本文内記述）。

バービカン駅 (バービカンえき、英語: Barbican station) は、ロンドン地下鉄の列車が発着する鉄道駅である。シティ・オブ・ロンドンにあり、バービカン・センターに直結している。
ロンドン地下鉄はサークル線、ハマースミス&シティ線、メトロポリタン線の列車が発着する。
また、ナショナル・レールはテムズリンクのムーアゲート支線の列車が発着していたが、2009年3月に廃止された。

## 概要
この駅は東西に伸びる掘割のなかにある掘割駅であり、両端の線路はトンネルになっている。地下鉄とテムズリンクのそれぞれ複線が併走する場所にあり、4本の線路の外側にひとつずつのホームと中央に内側2線が発着する島式ホーム1面がある、3面4線の構造（ただしうち南端の1面は上述のように閉鎖）。
写真において現代の出入口はアルダーズゲート・ストリートから、1990年代のビルを通じて、駅のホームの東端につながるとても古い歩道橋まで、アクセスが与えられているのが見える。北側は、チャーターハウス・ストリートおよびチャーターハウス・スクエアに面した駅舎の裏側である。南側は、Long Laneに面した駅舎の裏側である。西側は、Hayne Streetである。
掘割には、いくらかの短い天蓋がはあるが、基本的にはほとんど天蓋がない。かつては4番線まであるホーム全てにガラスの天蓋が覆っていた（1950年代に撤去された）が、現在もそれを支えるための支持構造物の遺構が残っている（写真の拡大部分参照）。
中央の島式ホームの西端には使用されていない信号扱所がある。また、ホームの西端からはスミスフィールド・ミート・マーケットの下を通過する複合トンネルの始まりになっている。ひと頃は市場への家畜は鉄道により運ばれており、市場の下には大きな貨物操車場があった。

## 歴史
この駅は最初の開業時には、駅が位置する通りの名から「アルダーズゲート・ストリート (Aldersgate Street) 駅（もしくはオルダーズゲート・ストリート）」と呼ばれていた。その後、現在の駅名になるまでに「アルダーズゲート (Aldersgate) 駅」、さらに「アルダーズゲート・アンド・バービカン (Aldersgate and Barbican) 駅」と変えられている。
長い間「This was Shakespeare's House（ここがシェークスピアズ・ハウス）」という示す標識を掲げていたアルダーズゲート・ストリート134番地にあった初期の駅からは移転している。駅舎はフォーチュン座にとても近かったが、シェークスピアがここに住んでいたということを示す現存する証拠はない（1598年の補助金の公文書には不動産の所有者として「William Shakespeare」の名が見られるが、それが劇作家であることを示すものがない）。
1914年4月14日
、この駅の洗面所で7歳のMargaret Nallyの遺体が、性的暴行を受け、布が彼女の喉まで押し込められた状態で見つかった。
駅員により作られた、文章と写真を含むこの駅の歴史についての展示が、主要な出入口通路の南側の、柵の内側にある。

## 将来
クロスレールが建設された際には、ファリンドン駅東切符売り場 (the Farringdon Eastern Ticket Hall) はバービカン駅のすぐ西に位置する予定である。またここには乗り換え通路が作られる予定である（おそらく駅の西端の信号扱所の撤去が含まれる）。

## 隣の駅
ロンドン交通局
ロンドン地下鉄
■サークル線
ファリンドン駅 - バービカン駅 - ムーアゲート駅
■ハマースミス&シティー線
ファリンドン駅 - バービカン駅 - ムーアゲート駅
■メトロポリタン線
ファリンドン駅 - バービカン駅 - ムーアゲート駅

## 参照
1. 1 2 3 4  Butt (1995), page 14
2. 1 2 3 4  Hywel, Williams (2004年). “Renamed Stations”. Underground History. 2015年5月1日時点のオリジナルよりアーカイブ。2015年5月1日閲覧。
3. ↑  Butt (1995), page 26
4. ↑  Winter, William (1910). Seeing Europe with Famous Authors: Literary Shrines of London. London: Moffat, Yard & Co
5. ↑   “A Time Line for Policing the Railways”. 2006年9月29日時点のオリジナルよりアーカイブ。2007年10月20日閲覧。
6. ↑  Crossrail: Farringdon